# Homonota williamsii
Espèce
Homonota williamsii est une espèce de geckos de la famille des Phyllodactylidae.

## Répartition
Cette espèce est endémique de la province de Buenos Aires en Argentine.

## Publication originale
- Ávila, Perez, Minoli & Morando, 2012 : A new species of Homonota (Reptilia: Squamata: Gekkota: Phyllodactylidae) from the Ventania mountain range, Southeastern Pampas, Buenos Aires Province, Argentina. Zootaxa, no 3431, p. 19–36.